# Wola Rzędzińska
Wola Rzędzińska – wieś w Polsce położona w województwie małopolskim, w powiecie tarnowskim, w gminie Tarnów.
Graniczy z Tarnowem i wsiami: Ładna, Pogórska Wola, Jodłówka-Wałki i Zaczarnie. 
31 grudnia 2020 roku wieś liczyła 5996 mieszkańców. W roku 2021 we wsi mieszkało 5870 mieszkańców, z czego 51% stanowiły kobiety, a 49% mężczyźni.
Przez wieś przechodzi linia kolejowa 91 ze stacją Wola Rzędzińska.

## Części wsi
Integralne części wsi Wola Rzędzińska: Bieniówka, Blok, Doroszówka, Dziurówki, Jesionne, Koniec, Mała Chlebówka, Nawsie, Pary, Podkościele, Podlesie, Połcze Drugie, Połcze Pierwsze, Przy Ochronie, Wronówka, Żabno

## Historia
Wieś Wola została lokowana w 1577 roku przez Tarnowskich, niedaleko ich rodowego Tarnowa. Nazwę Rzędzińska zawdzięcza pobliskiej wsi Rzędzin (obecnie w granicach Tarnowa). Dokument poborowy z roku 1581 wymienia we wsi 33 zagrodników, 1 komornika z bydłem, 3 komorników bez bydła i 2 rzemieślników. W 1588 roku wieś, w trakcie podziałów majątkowych pomiędzy rodami Tarnowskich i Ostrogskich, przypadła w udziale tym ostatnim. Od roku 1596 wieś była w zasięgu szkoły parafialnej w pobliskim Skrzyszowie.
Budowa kolei z Tarnowa do Lwowa w latach 1850–1855 przyczyniła się do rozwoju Woli Rzędzińskiej. Grupa mieszkańców znalazła pracę przy budowie nasypu, a kilkunastu zatrudniono na kolei. Księga gminna z 1911 roku wymieniała we wsi 292 rolników, 130 wyrobników, 26 kolejarzy, 11 murarzy, 10 szewców, 8 robotników, 7 kowali, 5 stelmachów, 4 cieśli, 3 sklepników, 2 rzeźników, 2 krawców i jedną praczkę. Pierwsza szkoła we wsi powstała w 1859 roku, w drewnianym budynku z jedną salą lekcyjną.
W zapusty 1880 miejscowa rodzina dłużników zabiła dwie siostry o nazwisku Sarat zwane "Sarankami" trudniące się lichwą. Ciała zakopano w stodole.
W 1892 spłonęło we wsi 10 domów i 7 stodół, pożar gasiła straż księcia Sanguszki z Tarnowa. W tym samym roku dwóch braci, mieszkańców Woli zginęło w makabrycznym wypadku podczas opróżniania latryn w koszarach w Tarnowie.
Od 1908 roku istnieje w Woli Rzędzińskiej Ochotnicza Straż Pożarna, rok później założono kółko rolnicze, a w 1910 roku kasę pożyczkową.
W 1911 w wyniku silnego wiatru spłonęło we wsi 7 domów wraz z zabudowaniami gospodarczymi. W 1912  na granicy Rzędzina i Woli doszło do makabrycznego morderstwa. Nożownika zatrzymali mieszkańcy. W 1913 tarnowska policja rozbiła szajkę złodziejską okradającą przejeżdżające przez Wolę pociągi. Do szajki należało 19 mieszkańców Woli Rzędzińskiej.
Od 1916 roku działała we wsi ochronka, a później szkoła prowadzona przez siostry zakonne ze Zgromadzenia Służebniczek NMP. W 1910 roku ustanowiono wikarię, a opiekę nad nią powierzono księdzu Józefowi Stabrawie. Wcześniej posługę duszpasterską w świątyni pełnili księża ze Skrzyszowa. Parafię w Woli Rzędzińskiej, przy istniejącym kościele Matki Boskiej Nieustającej Pomocy erygował w 1925 roku biskup tarnowski Leon Wałęga.
W 1919 major Franciszek Bereźniak (urodzony na Woli w 1877) otrzymał tytuł doktora praw na Uniwersytecie Jagiellońskim.
7 marca 1944 w wyniku działań dywersyjnych wykoleił się parowóz i 16 wagonów.
W 1948 roku, na terenie wydzierżawionym od PKP, powstało boisko nowo powstałego klubu LKS Wolania Wola Rzędzińska. W 2010 roku w pobliżu wybudowano boisko „Orlik”. Piłkarze Wolanii grają w IV lidze (grupa małopolska wschód).
W 1968 roku, z inicjatywy Józefa Kuty i Stanisława Bałuta, powstała działająca do dziś orkiestra dęta OSP. Jej pierwszym dyrygentem był Stanisław Bałut, a kolejnymi: Włodzimierz Siedlik, Stanisław Świerk, Antoni Tutaj, Stanisław Zając, obecnie Józef Bałut (bratanek założyciela Orkiestry).
W latach 1975–1998 miejscowość administracyjnie należała do województwa tarnowskiego.

## Współczesność

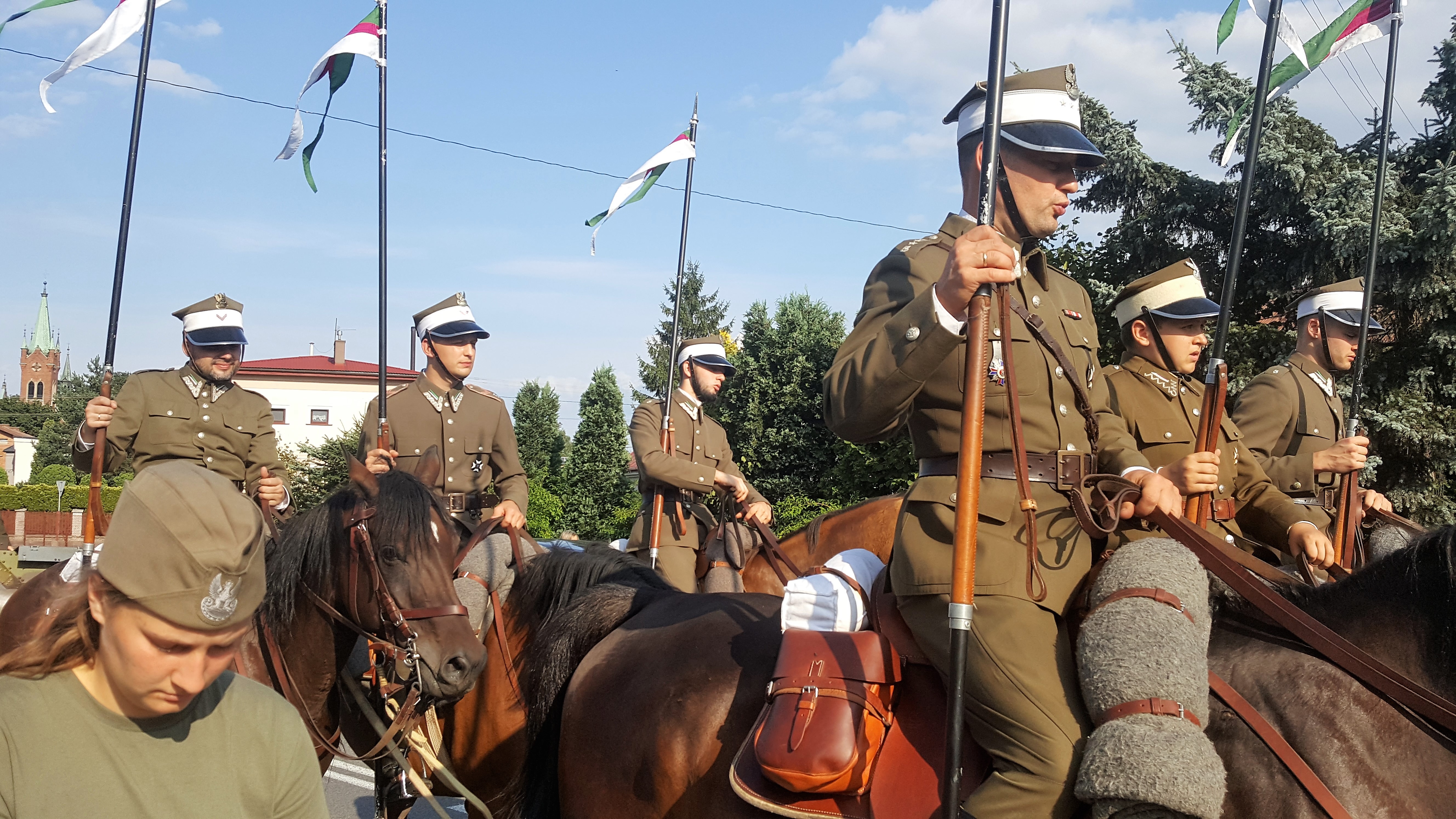
Coroczna parada z okazji Święta Wojska Polskiego

Obecnie Wola Rzędzińska jest dużą podmiejską wsią, należącą do gminy Tarnów, podzieloną na dwa sołectwa: Wola Rzędzińska I i Wola Rzędzińska II. We wsi istnieją dwie publiczne szkoły podstawowe, dwie parafie rzymskokatolickie, ośrodek zdrowia, apteka, basen i kilka firm produkcyjnych i usługowych. Do największych zalicza się Leier Polska S.A. (dawniej Tarnowskie Zakłady Ceramiki Budowlanej), wytwarzające elementy budowlane, Tarnowskie Zakłady Osprzętu Elektrycznego Tarel czy Zakład Produkcyjno-Handlowe Polmark, produkujące osprzęt elektryczny.

## Zabytki
Obiekt wpisany do rejestru zabytków nieruchomych województwa małopolskiego.
- Cmentarz wojenny nr 204.
Cmentarz wojenny znajduje się obok cmentarza parafialnego. Zaprojektował go Heinrich Schultz na planie prostokąta, ogrodzonego żeliwnymi rurami. Centralne miejsce zajmuje duży, betonowy krzyż. Cmentarz ma powierzchnię 402 metrów kwadratowych. Na cmentarzu pochowano: 7 żołnierzy z armii austro-węgierskiej i 84 żołnierzy rosyjskich, poległych w 1915 roku, w trzech mogiłach zbiorowych i 78 pojedynczych[22].

Inne

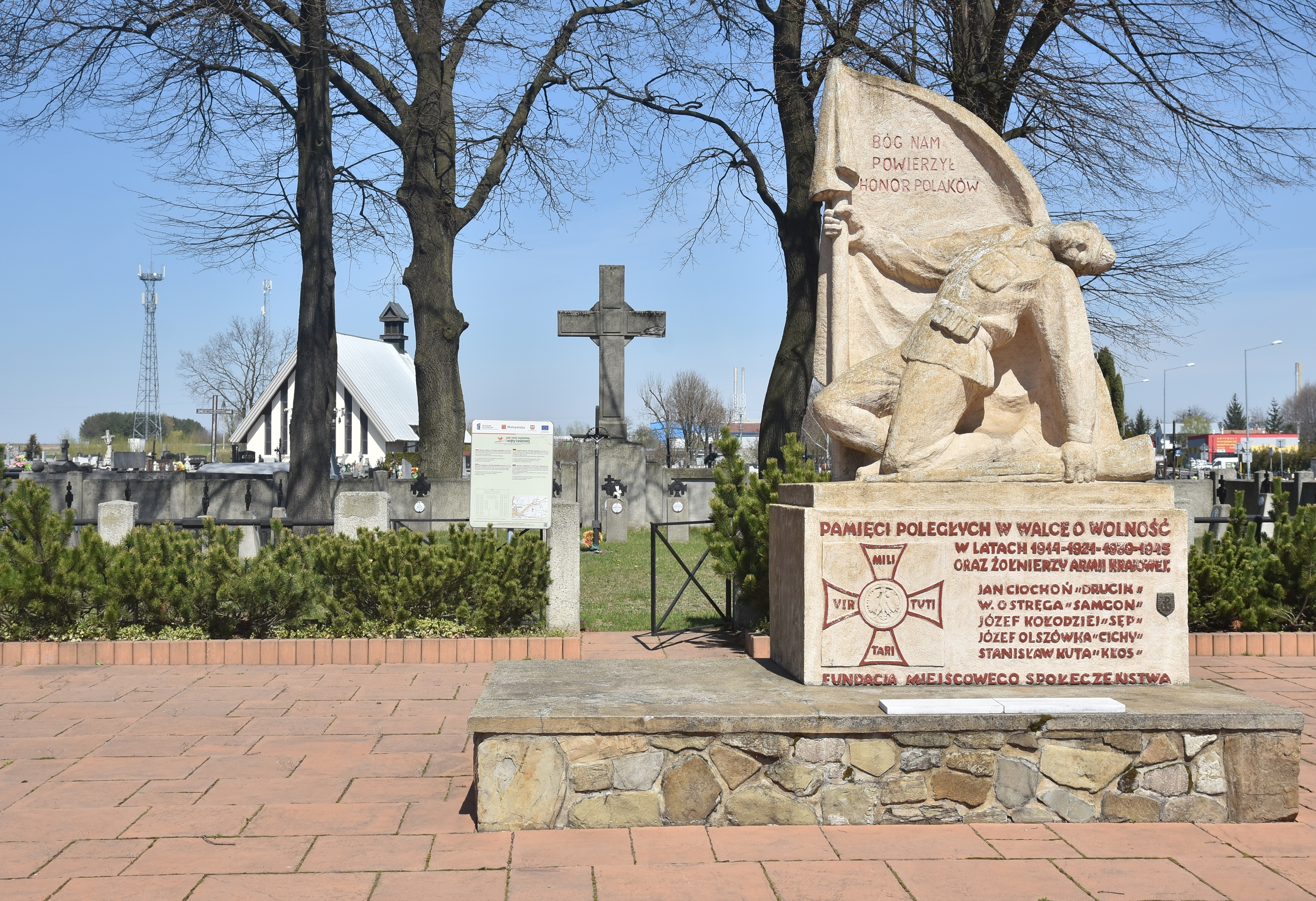
Cmentarz wojenny z okresu I wojny światowej nr 204

- Kościół pw. Matki Boskiej Nieustającej Pomocy.
Obecny kościół zbudowano w latach 1911–1934, w stylu neogotyckim wg projektu Augustyna Tarkowskiego. Jednonawowy kościół, z wysoką czworoboczną wieżą, wymurowano z cegły oraz kamienia, z którego wykonano detale architektoniczne. W ołtarzu głównym umieszczono obraz Matki Boskiej Nieustającej Pomocy z 1902 roku[23].

- Pomnik Nieznanego Żołnierza. Obok kościoła pw. Matki Boskiej Nieustającej Pomocy znajduje się pomnik, poświęcony parafianom poległym w czasie obu wojen światowych. Autorami projektu i wykonawcami pomnika byli Bogdana i Anatol Drwalowie, artyści z Tarnowa.